# Saint-Isidore, Montérégie
Saint-Isidore är en kommun av typen socken (municipalité de paroisse) i provinsen Québec i Kanada. Den ligger i regionen Montérégie, i den sydöstra delen av landet, 160 km öster om huvudstaden Ottawa.